# Pieces de Clavecin en Concerts
Pieces de Clavecin en Concerts, publicerades 1741, den enda kammarmusik av Jean-Philippe Rameau. 
Det är fem konserter, av 3 till 6 satser.

## Pieces de Clavecin en Concert

### Premier Concert (konsert nr 1 i c-moll)
1. La Coulicam
2. La Livri
3. Le Vézinet

c. 10 minuter

### Deuxième Concert (konsert nr 2 i G-dur)
1. La Laborde
2. La Boucon
3. L'Agaçante
4. Premier menuet en rondeau - Deuxième menuet en rondeau

c. 19 minuter

### Troisième Concert (konsert nr 3 i A-dur)
1. La Lapoplinière
2. La Timide, Premier rondeau gracieux - Deuxième rondeau gracieux
3. Premier tambourin en rondeau - Deuxième tambourin en rondeau

c. 13 minuter

### Quatrième Concert (konsert nr 4 i b♭-dur)
1. La Pantomime
2. L'Indiscrète
3. La Rameau

c. 11 minuter

### Cinquième Concert (konsert nr 5 i d-moll)
1. La Forqueray (Fugue)
2. La Cupis
3. La Marais

c. 13 minuter